# Saskia Biskup
Saskia Biskup (* 26. Dezember 1971 als Saskia Huber in Frankfurt am Main) ist eine deutsche Humangenetikerin und Unternehmerin. Sie beschäftigt sich mit der Erforschung und Diagnostik von genetischen Erkrankungen. Ihre Schwerpunkte sind Anwendungen neuer Methoden im klinischen Alltag.

## Ausbildung
Nach ihrem Abitur 1991 in Frankfurt studierte Biskup bis 1997 Humanmedizin an der Julius-Maximilians-Universität Würzburg. Dort war sie bis zu ihrer Approbation 1999 Ärztin im Praktikum und promovierte 1998 am Anatomischen Institut zum Dr. med. Im darauffolgenden Jahr wurde sie im MD/PhD-Programm der Universität Würzburg aufgenommen. 2001 erwarb sie an der Akademie für Weiterbildung in Heidelberg eine Zusatzqualifikation in Bioinformatik.
Ihre Ausbildung zur Fachärztin für Humangenetik schloss Saskia Biskup 2002 am Institut für Humangenetik der Technischen Universität München begonnen und Ende 2009 in Tübingen ab.
Am Lehrstuhl für Genetik und Neurobiologie der Biologischen Fakultät promovierte sie im Jahr 2003 zum Dr. rer. nat.

## Berufliche Laufbahn
Von 2002 bis 2005 war Biskup Assistenzärztin am Institut für Humangenetik der Technischen Universität München. Ihre Forschungsarbeiten setzte sie in Zusammenarbeit mit dem Helmholtz-Zentrum, dem deutschen Forschungszentrum für Gesundheit und Umwelt in München, fort. Nach dieser Tätigkeit verbrachte sie die Zeit von 2005 bis 2008 im Rahmen eines Forschungsaufenthaltes an der Johns Hopkins School of Medicine in Baltimore, USA. Anschließend wechselte die Ärztin und Wissenschaftlerin an das Institut für Humangenetik der Universität Tübingen, wo sie von 2008 bis 2010 ihre Facharztausbildung beendete.
Von April 2012 bis Ende 2014 war Biskup als ärztliche Direktorin für das Institut für Klinische Genetik am Klinikum Stuttgart verantwortlich.
2009 gründete sie zusammen mit ihrem Mann Dirk Biskup die CeGaT GmbH, das „Center for Genomics and Transcriptomics“ in Tübingen. CeGaT, in der Biskup als geschäftsführende Gesellschafterin zusammen mit ihrem Mann fungiert, arbeitet mit der von ihr 2010 gegründeten Praxis für Humangenetik (seit 2022 umbenannt in Zentrum für Humangenetik Tübingen) zusammen.
Im Oktober 2022 gründete sie zusammen mit zwei ärztlichen Kollegen ein Medizinisches Versorgungszentrum (MVZ) für ambulante Onkologie in Tübingen.

## Forschung
Die Forschungsprojekte von Biskup befassen sich mit den genetischen Grundlagen der Parkinson-Krankheit. Als Assistenzärztin an der TU München (Helmholtz-Zentrum München – Deutsches Forschungszentrum für Gesundheit und Umwelt) hat Saskia Biskup erstmals im Rahmen eines internationalen Konsortiums Veränderungen im bis dahin unbekannten Gen LRRK2 entdeckt, welches heute weltweit am häufigsten mit dem Parkinson-Syndrom in Verbindung gebracht wird. Die Ergebnisse wurden Ende 2004 im Artikel „Mutations in LRRK2 Cause Autosomal-Dominant Parkinsonism with Pleomorphic Pathology“ in der Zeitschrift Neuron veröffentlicht. Saskia Biskup, ihr Team und externe Kooperationspartnerinnen und -partner publizieren pro Jahr rund 20 Fachartikel. Inzwischen liegt der Schwerpunkt im Bereich der Diagnostik und Behandlung von Patienten mit Tumorerkrankungen. Der Erfolg und die Technologieplattformen der CeGaT GmbH haben zudem den Weg für weitere Tochterfirmen in den Bereichen Pränataldiagnostik und individualisierte Tumorimpfstoffe geebnet.

## Auszeichnungen
- 2005 – Junior Award der International Conference of Parkinson’s Disease in Berlin.
- 2006 – Peter Gruber International Award der Society for Neuroscience in Atlanta, USA, für ihre Forschungsarbeiten und internationalen Kollaborationen.[7]
- 2010 – Keystone Scholarship Award
- 2011 – Deutscher Gründerpreis, Kategorie „Start-up“[8]
- 2011 – Auszeichnung als eine der „100 Frauen von morgen“. Die Initiative, unter der Schirmherrschaft von Bundespräsident Christian Wulff, ehrte damit Frauen die in den unterschiedlichsten Bereichen ihren Beitrag zur Zukunft Deutschlands leisten.[9]
- 2014 – EU-Innovationspreis für Frauen der Europäischen Kommission.[10][11]
- 2016 – Health-i Award, „Persönlichkeit des Jahres“[12]

## Sportliche Erfolge
Biskup spielt Tennis, zuletzt bei der Tennisabteilung der SV Böblingen.
- 2014 gewann sie mit der Mannschaft Damen 30 die Deutsche Mannschaftsmeisterschaft in Augsburg.[13]
- 2015 wurde die Mannschaft Deutscher Vizemeister in Essen.